# 송엽국
송엽국(松葉菊)은 번행초과의 여러해살이풀이다. 남아프리카 원산이다.
이름은 소나무의 잎과 같은 잎이 달리는 국화라는 뜻이며, 흔히 속명인 ‘람프란서스’라고 부른다. 잎이 솔잎처럼 선형이면서 두툼한 다육질이다. 꽃잎은 매끄럽고 윤이 난다.

## 사진

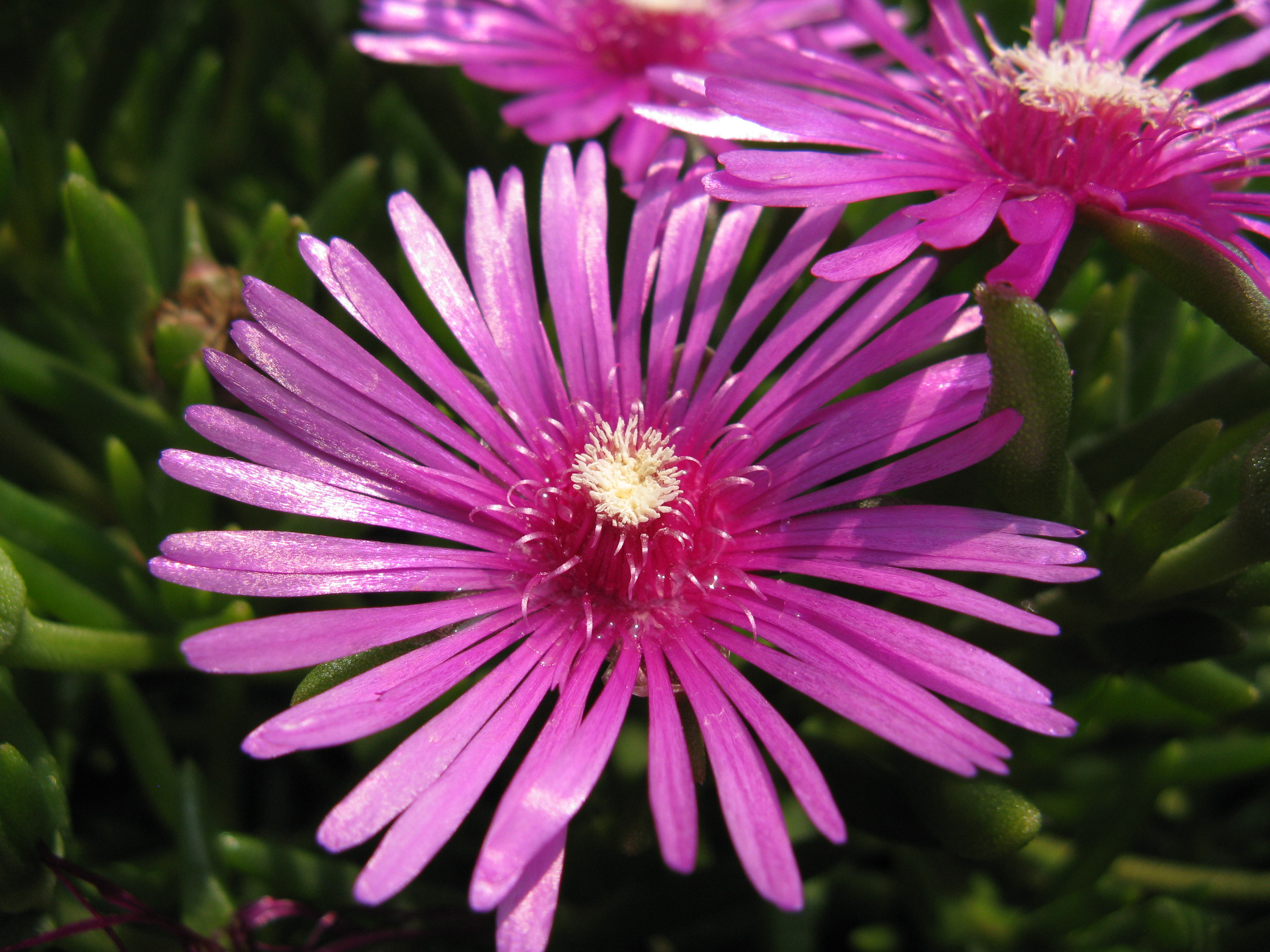
꽃
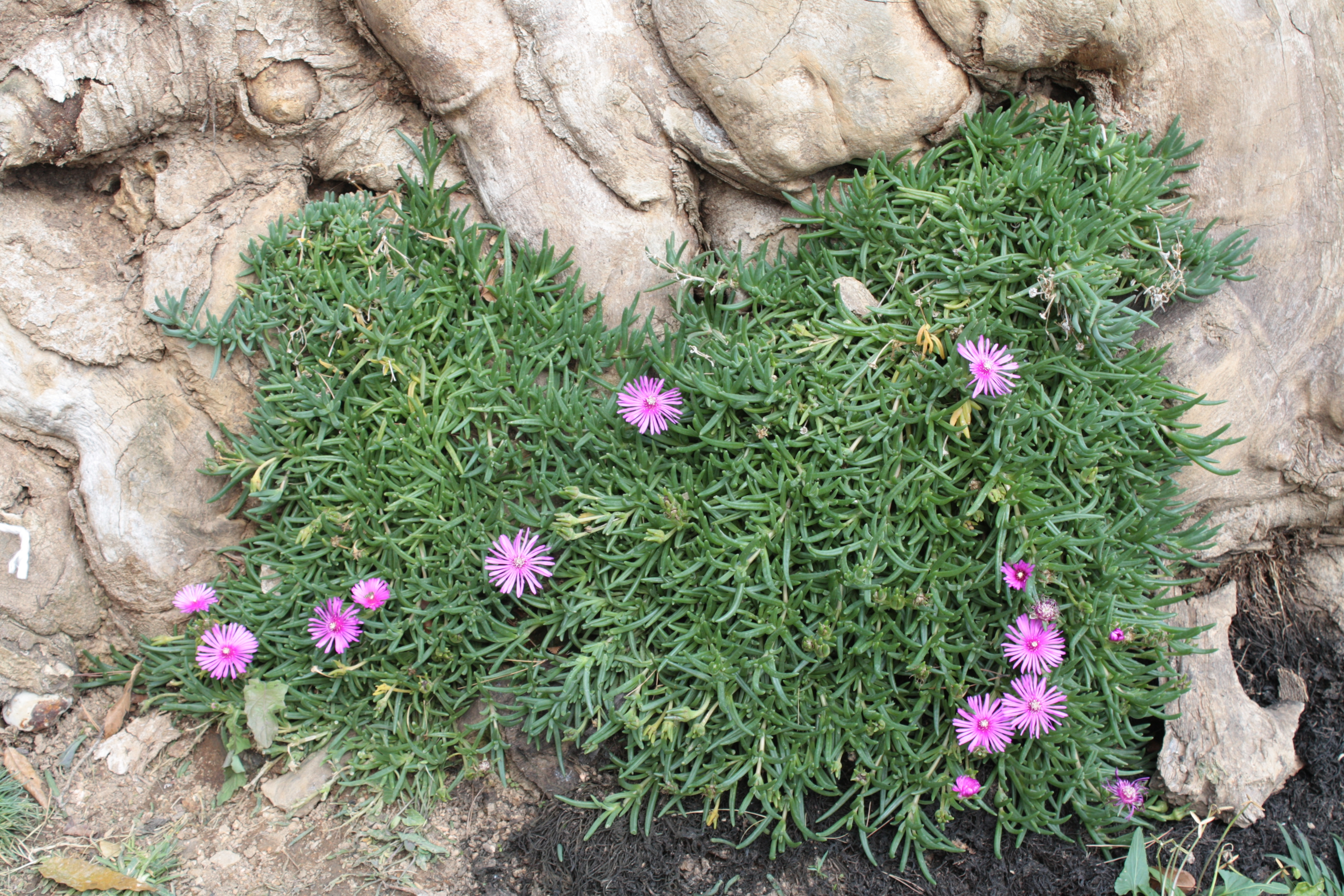
땅바닥에 납작 엎드린 모습

## 참고 문헌
- 이동혁 (2007). 《오감으로 찾는 우리 풀꽃》. 도서출판 이비컴. ISBN 978-89-89484-57-8.